# Stora Långbrotjärnen
Stora Långbrotjärnen är en sjö i Ludvika kommun i Dalarna och ingår i Norrströms huvudavrinningsområde.